# Aloïs Boudry
Aloïs Boudry (Ypres, 12 agosto 1851 – Anversa, 27 novembre 1938) è stato un pittore belga.

## Biografia

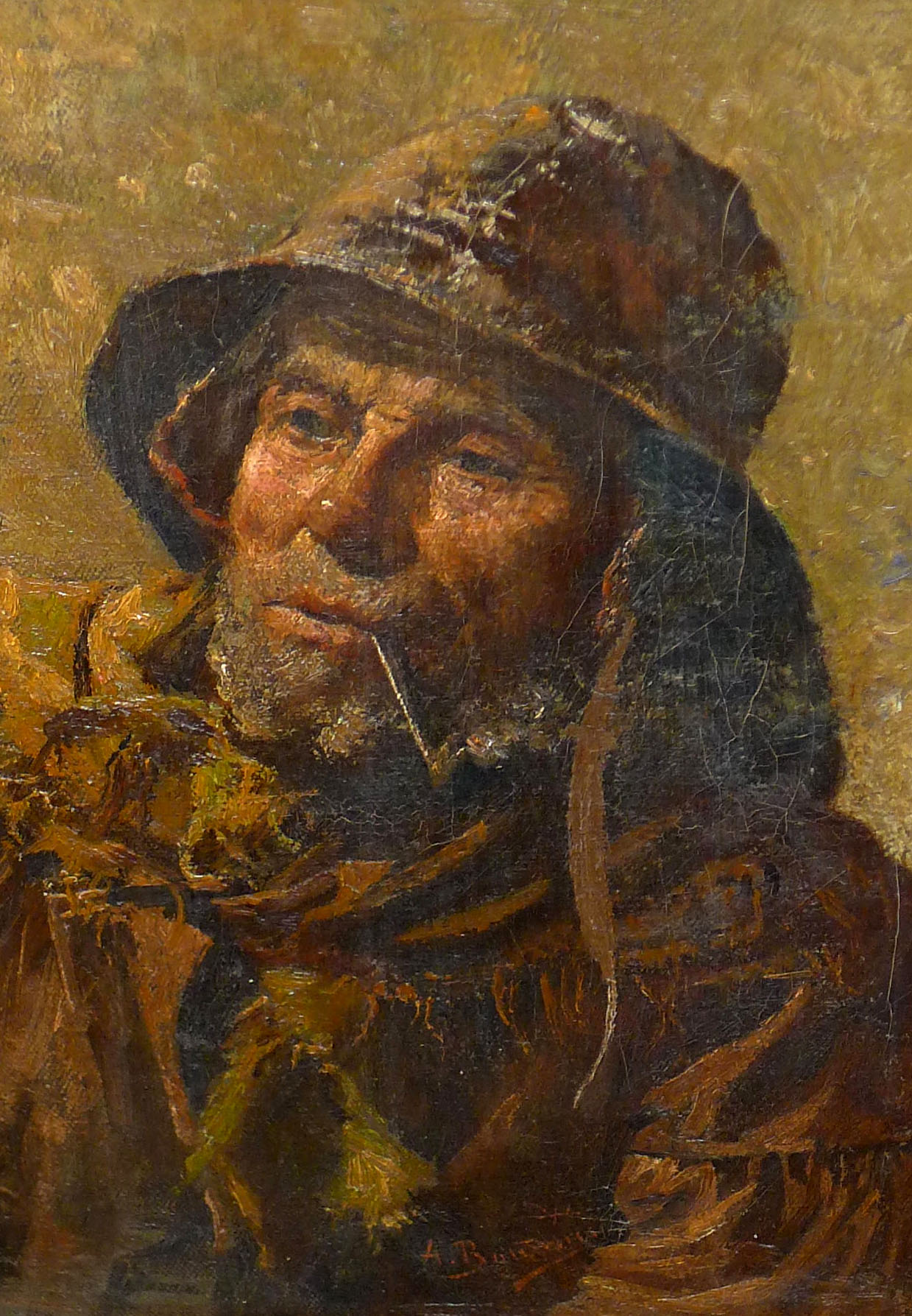
Ritratto di pescatore

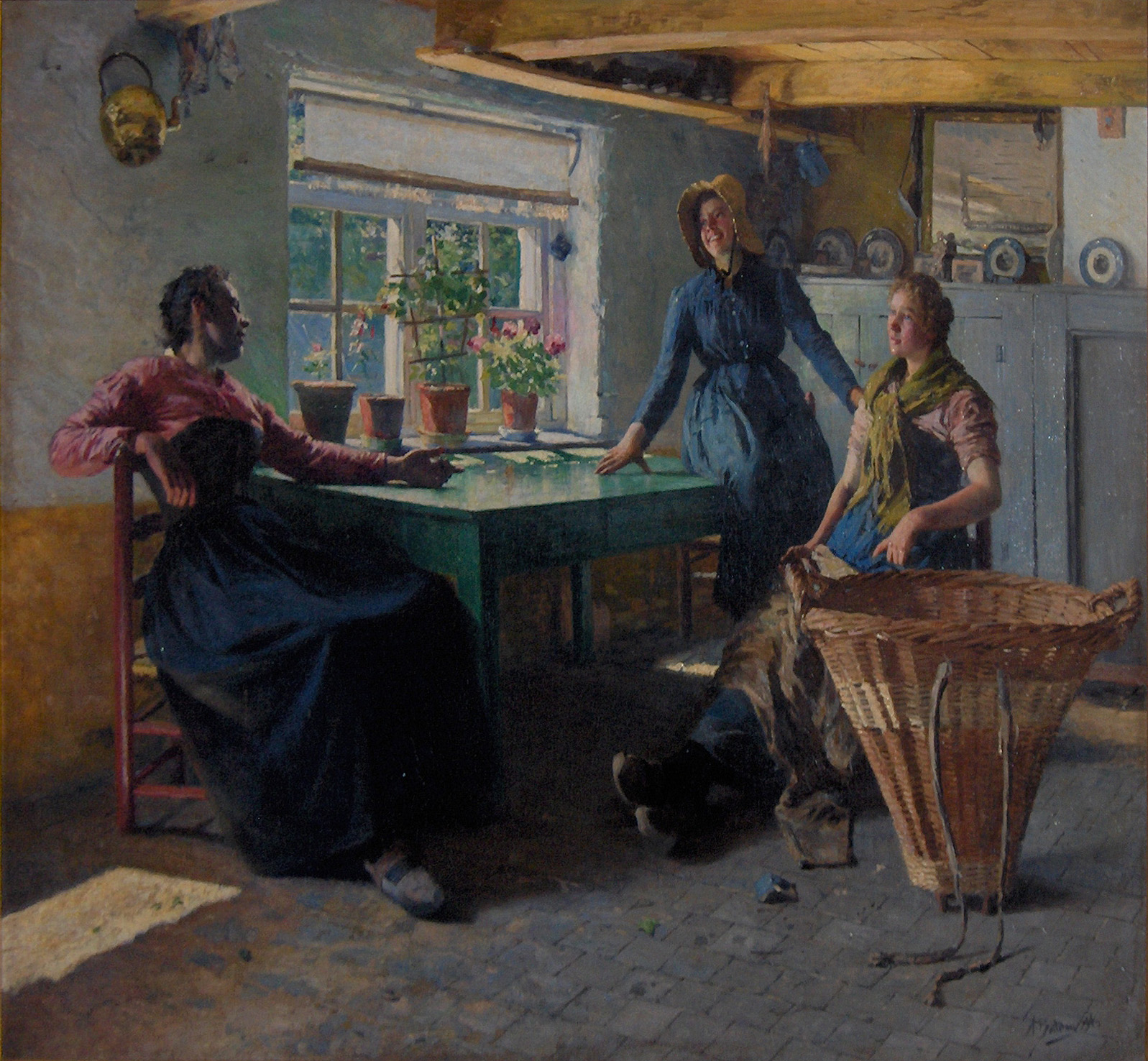
Aloïs Boudry, Interno di casa di pescatori, (Museo nazionale della pesca di Koksijde)

Aloïs Boudry si formò presso le scuole d'arte di Ypres e di Roeselare, s'iscrisse quindi all'Accademia di belle arti di Anversa, dove fu allievo di Nicaise de Keyser - che era specializzato in dipinti a soggetto storico - poi seguì i corsi di Jozef van Lerius.
Nel 1885 si unì agli artisti del circolo Als ik Kan (Al meglio delle mie capacità). A questa associazione, fondata il 25 ottobre 1883 e che fu sciolta dopo l'ultima esposizione, nel 1952, aderirono giovani pittori di stampo verista, come Henry van de Velde pittore e disegnatore di arredi, Léon Abry, Émile Claus che nel 1904 fondò il Circolo Vita e luce ed Evert Larock. Erano artisti che, in Belgio, avevano deciso di rompere con il passato accademico e proclamare un rinnovamento l'arte, prendendo spunto dalla vita reale.

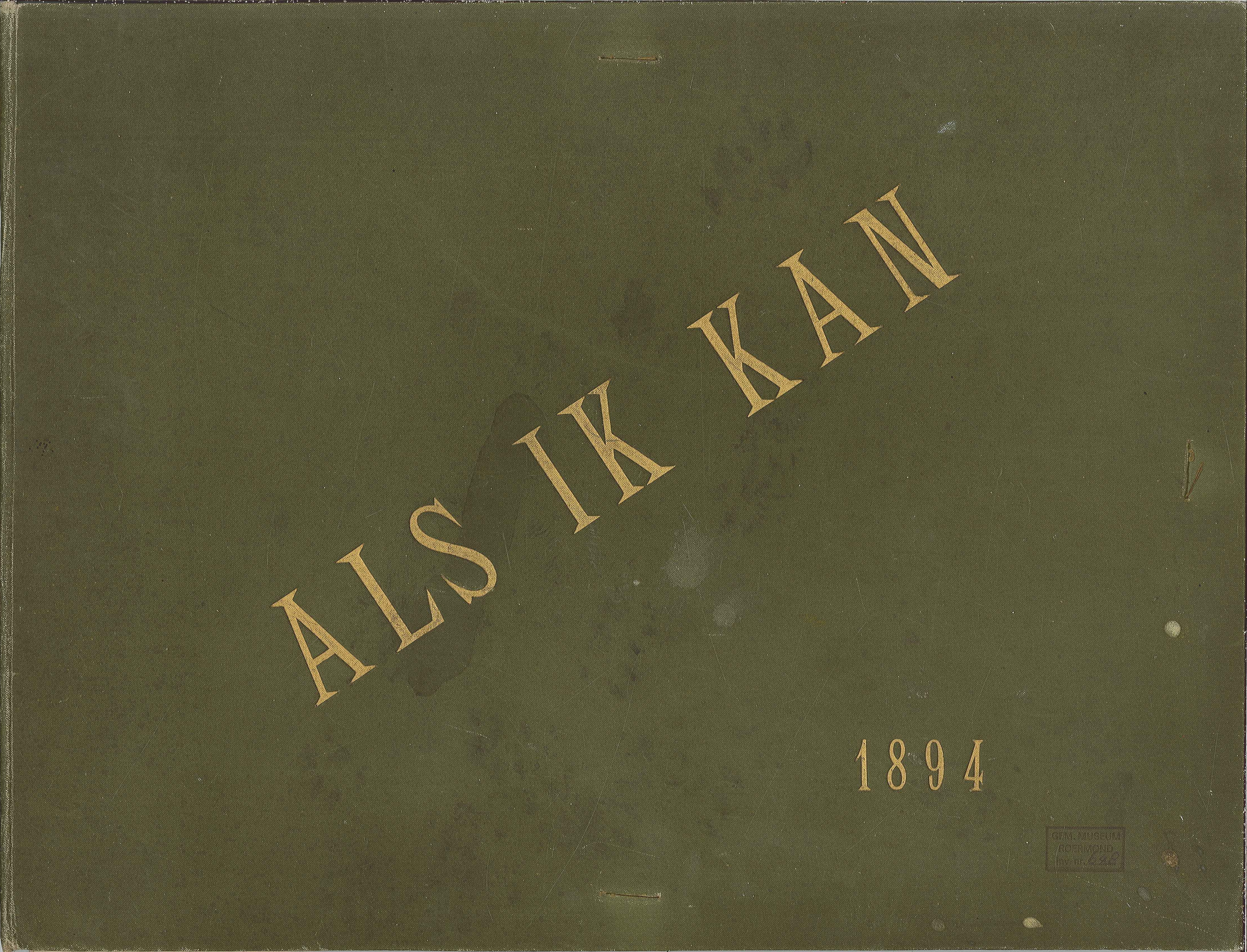
Als Ik Kan, 1894, copertina, (Museo municipale d'arte di Roermond)

Aloïs Boudry partecipò all'Esposizione internazionale di Bruxelles (1910), meritando una medaglia d'argento. Per il lancio della nuova stazione balneare di Knokke-Heist, sulla costa belga del Mare del Nord, nel 1913 disegnò manifesti promozionali.
All'inizio della I Guerra mondiale, rifiutando di combattere, riparò in Inghilterra e lì si fece conoscere come ritrattista. Nel 1917 fece un lungo viaggio d'istruzione in Italia e visitò anche Capri, dove prese spunto per vedute: è stato uno dei tanti pittori stranieri giunti a Capri, attirati dalla luminosità e dalla natura.
Alcuni suoi dipinti sono conservati al Museo nazionale della pesca (o Nationaal Visserijmuseum) di Oostduinkerke (quartiere di Koksijde).
Suo figlio Robert Boudry (1872-1961), fu pittore, come suo nipote Paul Boudry (1913-1976). Suo pro-pronipote Nele Boudry è pittore.